# Communauté de communes Teporionu'u
La communauté de communes Teporionu’u est une communauté de communes française, située dans la collectivité d'outre-mer de Polynésie française, regroupant les trois communes de l'île de Tahiti dans le but de mutualiser leurs moyens. Elle compte comme membres Papeete, Arue et Pirae. Son nom est une reprise de l'ancien district de Tahiti s’étendant des confins de Faa’a à l’ouest, jusqu’à la lisière de Mahina à l’est.
Cette communauté de communes a été créée le 18 octobre 2023 par un arrêté du haut-commissaire de la République en Polynésie française avec son siège fixé à Pirae.
Selon les statuts, la communauté de communes exerce les compétences d'assainissement des eaux usées ainsi que la collecte et le traitement des déchets végétaux. Elle se substitue dans ses compétences au syndicat intercommunal d'étude de l'assainissement des eaux usées de Pirae et Arue avec comme démarche d'étendre à ces dernière le réseau d’assainissement collectif des eaux usées de Papeete raccordé à la station d’épuration de Papeava à Fare Ute.

## Territoire communautaire
La communauté de communes est composée des 3 communes suivantes :
| Nom            | Code Insee | Gentilé | Superficie (km2) | Population (dernière pop. légale) | Densité (hab./km2) |
| -------------- | ---------- | ------- | ---------------- | --------------------------------- | ------------------ |
| Pīraʻe (siège) | 98736      | =       | 35,00            | 14 129 (2012)                     | 404                |
| Arue           | 98712      | =       | 16,00            | 9 537 (2012)                      | 596                |
| Papeete        | 98735      | =       | 17,4             | 25 769 (2012)                     | 1 481              |

La répartition par commune des sièges au sein du conseil communautaire est effectuée d’un commun accord :
- 2 membres titulaires et 2 membres suppléants jusqu’à 20 000 habitants : Arue et Pirae
- 3 membres titulaires et 3 membres suppléants de 20 000 à 40 000 habitants : Papeete

## Présidents
| Période         | Période  | Identité        | Étiquette         | Qualité |
| --------------- | -------- | --------------- | ----------------- | ------- |
| 25 janvier 2024 | En cours | Yvonnick Raffin | Tapura Huiraatira |         |